# Kamień pamięci

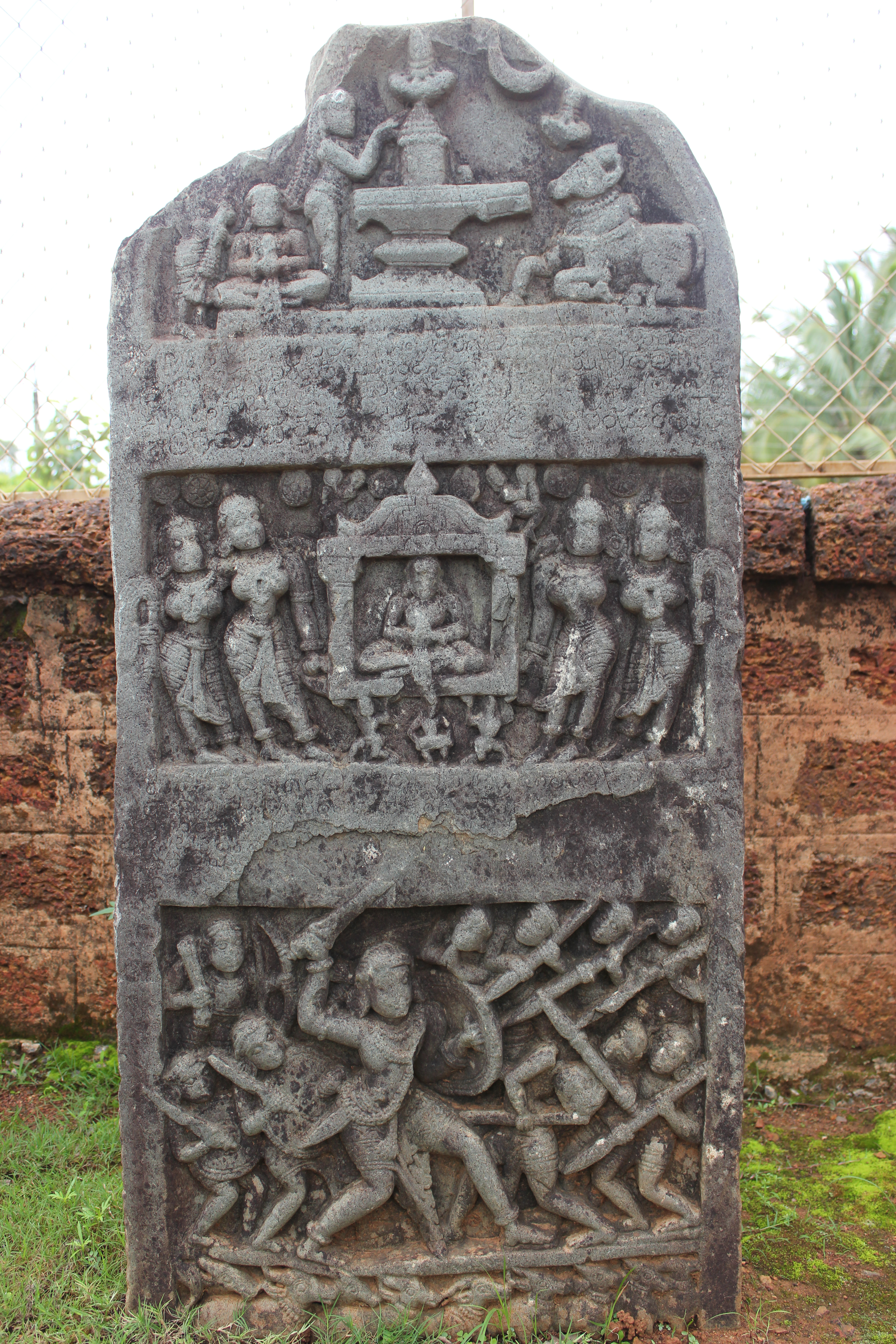
Kamień pamięci

Kamień pamięci (ang. Hero stone) – hinduistyczny pomnik z płaskim reliefem, wystawiony osobie, która utraciła życie w szczególny sposób. Niektóre z nich posiadają inskrypcje. Zasadniczo kamienie pamięci otaczane są kultem rodziny zmarłego, mieszkańców z miejsca zamieszkania i pielgrzymów.
Kamienie pamięci wznoszono jeden konkretnej osobie, zmarłej nagle. W szczególności:
- wojownikom poległym w walce (bitwie)
- bojownikom poległym w potyczce o stada, w obronie bydła lub podczas uprowadzania obcych stad
- poległym w obronie ziemi czy rodzinnej miejscowości
- bohaterom poległym w walce z dzikimi zwierzętami
- wyznawcom pop popełnieniu rytualnego samobójstwa (np. watakkirunta)
- wdowom po przeprowadzeniu ceremonii sati lub anumarana
- ascetom